# Glaciar Perez
El glaciar Perez (84°6′S 177°0′E / -84.100, 177.000) es un glaciar en la Antártida.
El glaciar mide 18 km de largo y fluye en dirección noreste desde el monte Brennan, en la cordillera Hughes, hacia la barrera de hielo de Ross al este del Giovinco Ice Piedmont. Fue nombrado por el Comité Consultivo sobre Nomenclatura Antártica (US-ACAN) en honor a Ensign Richard Perez del escuadrón VX-6 de Soporte Antártico de la U.S. Navy, quien participó en la Operación Deep Freeze 1964; pasando el invierno en la base McMurdo en 1961.